# Hanka Kupfernagel
Hanka Kupfernagel (Gera, 19 marzo 1974) è un'ex ciclista su strada, ciclocrossista, pistard e mountain biker tedesca.
È stata quattro volte campionessa del mondo Elite nel ciclocross e una volta a cronometro su strada. Nel 2000 ai Giochi olimpici di Sydney ha inoltre vinto la medaglia d'argento nella prova in linea.

## Palmarès

### Strada
- 1992

1ª tappa Bohemia-Tour
2ª tappa Bohemia-Tour
Classifica generale Bohemia-Tour
6ª tappa Tour du Finistère
Classifica generale Tour du Finistère
2ª tappa Steiermark Rundfahrt
Classifica generale Steiermark Rundfahrt
Campionati del mondo Juniores, Prova in linea
- 1994

4ª tappa Internationale Berlin-Rundfahrt
Classifica generale Internationale Berlin-Rundfahrt
Rund um den Henniger Turm
2ª tappa GP Krásná Lípa
1ª tappa Steiermark Rundfahrt
2ª tappa Steiermark Rundfahrt
3ª tappa Steiermark Rundfahrt
Classifica generale Steiermark Rundfahrt
Oy-Mittelberg Criterium
- 1995

Rund um Kreuzberg
Frühjahrspreis Cadolzburg
1ª tappa Gracia ČEZ-EDĚ
3ª tappa Gracia ČEZ-EDĚ (cronometro)
Classifica generale Gracia ČEZ-EDĚ
Laimnau-Wiesertsweiler
Eberdingen-Hochdorf
Main-Spessart Rundfahrt #1
Main-Spessart Rundfahrt #2
1ª tappa Volta a Portugal
Campionati tedeschi, Prova in linea
Campionati tedeschi, Prova a cronometro
Irrel-Ferschweiler Criterium
Bollendorf Criterium
1ª tappa Bohemia-Tour
2ª tappa Bohemia-Tour
4ª tappa Bohemia-Tour
Classifica generale Bohemia-Tour
1ª tappa Giro della Sicilia
- 1996

Kampioenschap van Vlaanderen
1ª tappa Gracia ČEZ-EDĚ
2ª tappa Gracia ČEZ-EDĚ
3ª tappa Gracia ČEZ-EDĚ
Classifica generale Gracia ČEZ-EDĚ
Eberdingen-Hochdorf
Main-Spessart Rundfahrt
Campionati europei, Prova in linea Under-23
1ª tappa Grosser Preis des Kanton Zürich
2ª tappa Grosser Preis des Kanton Zürich
1ª tappa GP Krásná Lípa
3ª tappa GP Krásná Lípa
4ª tappa GP Krásná Lípa
5ª tappa GP Krásná Lípa
Classifica generale GP Krásná Lípa
Wissmansdorf Criterium #1
Wissmansdorf Criterium #2
3ª tappa Masters International
Campionati tedeschi, Prova a cronometro
Oy-Mittelberg Criterium
- 1997

Rund um Kreuzberg
Kampioenschap van Vlaanderen
Soehnlein-Rheingold-Strassenpreis
1ª tappa Gracia ČEZ-EDĚ
Classifica generale Gracia ČEZ-EDĚ
Niederwangen Criterium
Classifica generale Vuelta a Mallorca
Prologo Tour du Finistère
2ª tappa Tour du Finistère
6ª tappa Tour du Finistère
Classifica generale Tour du Finistère
3ª tappa Emakumeen Bira
Classifica generale Emakumeen Bira
Campionati tedeschi, Prova in linea
Prologo Grosser Preis des Kanton Zürich
2ª tappa Grosser Preis des Kanton Zürich
4ª tappa Grosser Preis des Kanton Zürich
Classifica generale Grosser Preis des Kanton Zürich
1ª tappa GP Krásná Lípa
2ª tappa GP Krásná Lípa
3ª tappa GP Krásná Lípa
Classifica generale GP Krásná Lípa
Campionati tedeschi, Prova a cronometro
Trophée International
1ª tappa Tour Cycliste
3ª tappa Tour Cycliste
Bad Schwalbach Criterium
Bad Schussenried Criterium
- 1998

Soehnlein-Rheingold-Strassenpreis
Rund um Kreuzberg
Eberdingen-Hochdorf
1ª tappa Vuelta a Mallorca
4ª tappa Vuelta a Mallorca
Classifica generale Vuelta a Mallorca
Prologo Tour de l'Aude
6ª tappa Tour de l'Aude
Main-Spessart Rundfahrt #1
Main-Spessart Rundfahrt #2
1ª tappa Gracia ČEZ-EDĚ
2ª tappa Gracia ČEZ-EDĚ (cronometro)
3ª tappa Gracia ČEZ-EDĚ
3ª tappa Eurosport Tour
Classifica generale Eurosport Tour
1ª tappa Emakumeen Bira
3ª tappa Emakumeen Bira
Classifica generale Emakumeen Bira
Prologo Tour de Bretagne
2ª tappa Tour de Bretagne
4ª tappa Tour de Bretagne
Classifica generale Tour de Bretagne
Campionati tedeschi, Prova in linea
Prologo Thüringen Rundfahrt
1ª tappa Thüringen Rundfahrt
4ª tappa 3-Länder Tour
Classifica generale 3-Länder Tour
Campionati tedeschi, Prova in montagna
Prologo Tour de Suisse
- 1999

1ª tappa Street Skills Classic
Frühjahrspreis Cadolzburg
Rund um Kreuzberg
Freccia Vallone
2ª tappa Vuelta a Mallorca
3ª tappa Vuelta a Mallorca
Classifica generale Vuelta a Mallorca
Prologo Tour de l'Aude
2ª tappa Tour de l'Aude
5ª tappa Tour de l'Aude
4ª tappa Emakumeen Bira
Classifica generale Emakumeen Bira
Campionati tedeschi, Prova in linea
3ª tappa Ster van Walcheren
Classifica generale Ster van Walcheren
1ª tappa Gracia ČEZ-EDĚ
2ª tappa Gracia ČEZ-EDĚ
3ª tappa Gracia ČEZ-EDĚ
Classifica generale Gracia ČEZ-EDĚ
1ª tappa GP Krásná Lípa
3ª tappa GP Krásná Lípa
Classifica generale GP Krásná Lípa
1ª tappa Thüringen Rundfahrt
2ª tappa Thüringen Rundfahrt
Classifica generale Thüringen Rundfahrt
Prologo 3-Länder Tour
1ª tappa 3-Länder Tour
2ª tappa 3-Länder Tour
3ª tappa 3-Länder Tour
Classifica generale 3-Länder Tour
Prologo Tour de Suisse
- 2000

Rund um Kreuzberg
Rund um Frankfurt
Prologo Tour de l'Aude
2ª tappa Tour de l'Aude
Classifica generale Tour de l'Aude
1ª tappa Gracia ČEZ-EDĚ
3ª tappa Gracia ČEZ-EDĚ (cronometro)
Classifica generale Gracia ČEZ-EDĚ
Campionati tedeschi, Prova a cronometro
Campionati tedeschi, Prova in linea
3ª tappa Ster van Walcheren
Classifica generale Ster van Walcheren
2ª tappa GP Krásná Lípa
3ª tappa GP Krásná Lípa
4ª tappa GP Krásná Lípa
Classifica generale GP Krásná Lípa
4ª tappa Thüringen Rundfahrt
5ª tappa Thüringen Rundfahrt
6ª tappa Holland Tour
Grand Prix des Nations
- 2001

1ª tappa Vuelta a Mallorca
Dortmund Classic
- 2002

Rund um Kreuzberg
Frühjahrspreis Cadolzburg
2ª tappa Gracia-Orlová
Main-Spessart Rundfahrt
Campionati tedeschi, Prova a cronometro
- 2003

Chrono Champenois
- 2004

GP der Märkische Schweiz
- 2007

Campionati tedeschi, Prova a cronometro
3ª tappa GP Krásná Lípa
Classifica generale GP Krásná Lípa
1ª tappa Albstadt Etappenrennen
Campionati del mondo, Prova a cronometro
- 2008

Campionati tedeschi, Prova a cronometro
- 2009

5ª tappa Tour du Grand Montréal
- 2010

4ª tappa Thüringen Rundfahrt der Frauen
2ª tappa Albstadt Etappenrennen
Classifica generale Albstadt Etappenrennen
- 2011

1ª tappa Albstadt Etappenrennen
2ª tappa Albstadt Etappenrennen
Classifica generale Albstadt Etappenrennen
3ª tappa O cenu Českého Švýcarska (cronometro)
Campionati tedeschi, Prova in montagna
- 2012

1ª tappa Albstadt Etappenrennen
2ª tappa Albstadt Etappenrennen
Classifica generale Albstadt Etappenrennen
Prologo Thüringen Rundfahrt der Frauen
Campionati tedeschi, Prova in montagna
- 2013

1ª tappa Albstadt Etappenrennen
3ª tappa Albstadt Etappenrennen
Classifica generale Albstadt Etappenrennen

### Ciclocross
- 1997-1998

Grote Prijs Montferland (Zeddam)
- 1998-1999

Herford
Azencross
- 1999-2000

Campionati del mondo (Sint-Michielsgestel)
Herford
Vlaamse Industrieprijs Bosduin (Kalmthout)
Azencross
Obergoesgen
Magstadt Internationales Radcross (Magstadt)
Grossen Preis von Wetzikon (Wetzikon)
- 2000-2001

Campionati del mondo (Tábor)
Internationaler Schultheiss-Cup Berlin (Berlino)
Lutterbach
Cyclocross Gavere (Asper-Gavere)
Milano
Cyclo-cross Heusden-Zolder (Zolder)
Magstadt Internationales Radcross (Magstadt)
Grossen Preis von Wetzikon (Wetzikon)
- 2001-2002

Internationaler Schultheiss-Cup Berlin (Berlino)
Francoforte
Wortegem-Petegem
Lutterbach
Herford
Vechta
Grossen Preis von Wetzikon (Wetzikon)
- 2003-2004

Campionati europei
Campionati tedeschi
Cyclocross Sankt Wendel (Sankt Wendel)
Francoforte
Berlin - Kleinmachnow
Grossen Preis von Wetzikon (Wetzikon)
Kersttrofee
Duinencross (Koksijde)
Azencross
Herford
Magstadt Internationales Radcross (Magstadt)
Cyclo-Cross International de Nommay (Nommay)
- 2004-2005

Campionati europei
Campionati del mondo (Sankt Wendel)
Campionati tedeschi
Berlino
Francoforte
Kersttrofee
Herford
Cyclo-Cross International de Nommay (Nommay)
Internationale Sluitingsprijs
- 2005-2006

Campionati tedeschi
Berlino
Magstadt Internationales Radcross (Magstadt)
Francoforte
- 2006-2007

Coppa del mondo
Campionati tedeschi
Vlaamse Industrieprijs Bosduin, 1ª prova Coppa del mondo (Kalmthout)
Veldrit Pijnacker, 3ª prova Coppa del mondo (Pijnacker)
Kersttrofee, 4ª prova Coppa del mondo (Hofstade)
Azencross (Loenhout)
Grote Prijs Adrie van der Poel, 6ª prova Coppa del mondo (Hoogerheide)
- 2007-2008

Campionati del mondo (Treviso)
Campionati tedeschi
Francoforte
Azencross (Loenhout)
Liévin Cyclo-Cross, 6ª prova Coppa del mondo (Liévin)
Grote Prijs Adrie van der Poel, 7ª prova Coppa del mondo (Hoogerheide)
- 2008-2009

Coppa del mondo
Campionati tedeschi
Campionati europei
Cyklokros Tábor, 2ª prova Coppa del mondo (Tábor)
Veldrit Pijnacker, 3ª prova Coppa del mondo (Pijnacker)
Francoforte
Scheldecross (Anversa)
- 2009-2010

Campionati tedeschi
Strullendorf
- 2011-2012

Campionati tedeschi
- 2012-2013

Entega City Cross Cup (Lorsch)
Frankfurter Rad-Cross (Francoforte sul Meno)
- 2013-2014

Int. Radquerfeldein GP Lambach/Stadl-Paura (Stadl-Paura)
GGEW City Cross Cup

### Pista
- 1992

Campionati del mondo Juniores, Inseguimento individuale

## Piazzamenti

### Competizioni mondiali
- Campionati del mondo su strada

Colorado Springs 1991 - In linea: 5ª (juniores)
Olimpia 1992 - In linea: vincitrice (juniores)
Lugano 1996 - Cronometro Elite: 9ª
Lugano 1996 - In linea Elite: 12ª
San Sebastián 1997 - Cronometro Elite: 4ª
San Sebastián 1997 - In linea Elite: 7ª
Valkenburg 1998 - Cronometro Elite: 3ª
Valkenburg 1998 - In linea Elite: 3ª
Verona 1999 - Cronometro Elite: 5ª
Plouay 2000 - Cronometro Elite: 6ª
Lisbona 2001 - Cronometro Elite: 17ª
Lisbona 2001 - In linea Elite: 31ª
Hamilton 2003 - Cronometro Elite: 21ª
Stoccarda 2007 - Cronometro Elite: vincitrice
Stoccarda 2007 - In linea Elite: 55ª
Limburgo 2012 - Cronosquadre: 5ª
Limburgo 2012 - In linea Elite: 19ª
- Campionati del mondo di ciclocross

Sint-Michielsgestel 2000 - Elite: vincitrice
Tábor 2001 - Elite: vincitrice
Zolder 2002 - Elite: 2ª
Monopoli 2003 - Elite: 2ª
Pontchâteau 2004 - Elite: 3ª
St. Wendel 2005 - Elite: vincitrice
Zeddam 2006 - Elite: 2ª
Hooglede 2007 - Elite: 5ª
Treviso 2008 - Elite: vincitrice
Hoogerheide 2009 - Elite: 2ª
Tábor 2010 - Elite: 2ª
St. Wendel 2011 - Elite: 4ª
- Campionati del mondo su pista

Colorado Springs 1991 - Inseguimento ind.: 2ª (juniores)
Atene 1992 - Inseguimento ind.: vincitrice (juniores)
Melbourne 2004 - Inseguimento ind.: 17ª
Melbourne 2004 - Corsa a punti: 8ª
Melbourne 2004 - Scratch: 11ª
- Giochi olimpici

Sydney 2000 - In linea: 2ª
Sydney 2000 - Cronometro: 8ª
Pechino 2008 - In linea: 39ª
Pechino 2008 - Cronometro: 11ª